# Stèles
 (mai 2019).
- Si vous ne connaissez pas le sujet, laissez ce bandeau (vous pouvez alors contacter les auteurs).
- Si vous supprimez le contenu mis en cause (vous pouvez préalablement contacter les auteurs),

argumentez précisément cette suppression dans la page de discussion
(un manque de référence n'est pas un argument ; une recherche réelle de référence doit avoir été effectuée, être formellement documentée).
Pour le livre de Yang Jisheng, voir Stèles. La Grande famine en Chine, 1958-1961.
Stèles est un recueil de poèmes à thème chinois publié par Victor Segalen en 1912. 
Méconnu jusque dans les années 1950, Stèles s'est imposé depuis comme un des recueils importants du XXe siècle[réf. nécessaire], en marge des mouvements dominants comme le surréalisme, et dans la veine orientaliste de poètes comme Paul Claudel (Connaissance de l'Est), Saint-John Perse (Anabase, Amitiés du Prince) ou Henri Michaux (Un barbare en Asie). 

## Genèse
Ce recueil, dont Segalen conçut le projet dès 1909, fut rédigé durant son premier voyage en Chine.
L'édition originale, datée de 1912, fut publiée aux Presses lazaristes du Pé-Tang, à Pékin, avec une présentation à la chinoise, soit 81 exemplaires hors commerce sur papier de Corée et environ 200 exemplaires sur vélin parcheminé. Les 81 exemplaires hors commerce furent envoyés en « potlatch » à diverses personnalités du monde des lettres et des arts, dont Nathalie Barney, Élémir Bourges, Paul Claudel, à qui le recueil est dédié, Claude Debussy, Claude Farrère, Jules de Gaultier, André Gide, Auguste Gilbert de Voisins, Remy de Gourmont, Edmond Jaloux, Pierre Loti, Georges-Daniel de Monfreid, Albert de Pouvourville, et Saint-Pol-Roux. En 1914, une édition augmentée de 16 nouveaux poèmes fut imprimée. Cette édition fut republiée en 1922 chez Georges Crès à Paris.

## Originalité formelle

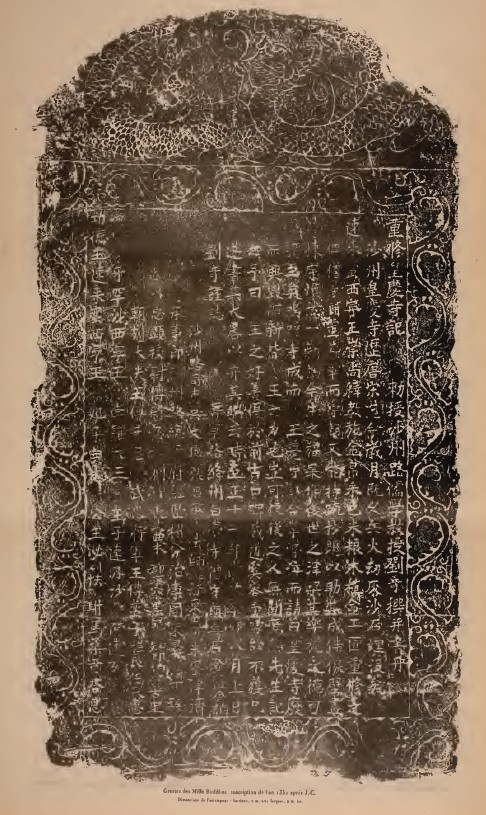
Estampage d'une stèle chinoise du XIVe siècle.

Une stèle se présente sous la forme suivante :
- Titre
- Cadre rectangulaire qui délimite le poème et figure les arêtes des stèles de pierre. Il est aux proportions de la stèle nestorienne de Si Ngan-fou (Xi'an)
- Épigraphe en caractères chinois
- Versets parfois séparés les uns des autres au moyen d'un petit cercle.

## Structure
Précédés d'une préface, les poèmes sont répartis en six ensembles :
- Stèles face au Midi : stèles portant les décrets, l'hommage du Souverain à un Sage, l'éloge d'une doctrine, un hymne de règne, une confession de l'Empereur à son peuple...
- Stèles face au Nord : stèles amicales
- Stèles orientées : stèles amoureuses
- Stèles occidentées : stèles héroïques et guerrières
- Stèles du bord du chemin : stèles sans thème prédéfini, qui « suivront le geste indifférent de la route »
- Stèles du milieu : stèles portant « les décrets d'un autre empire, et singulier »

Certaines stèles ont été écartées du recueil et sont publiées en annexe dans les éditions modernes.

## Contenu

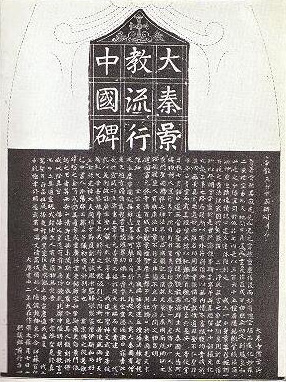
Stèle nestorienne de Xi'an, 781

Malgré sa couleur nettement chinoise (épigraphes en mandarin, calligraphie chinoise, cadre, patronymes chinois, thèmes...) Stèles est bien le recueil d'un poète français très informé de la littérature contemporaine. Selon Segalen lui-même, « … aucune de ces proses dites Stèles n'est une traduction – quelques-unes, rares, à peine une adaptation » (lettre à J. de Gaultier, 26 janvier 1913). En fait, son projet poétique relève d'une sorte de syllepse généralisée aux dimensions du recueil : « J'ai tenté que tout mot soit double et retentisse profondément », écrit-il à son ami Henri Manceron, le 23 septembre 1911, à propos de la Préface. 
Dans une lettre à Claude Debussy, Segalen précise son projet. Il veut composer : « [...] un recueil de proses courtes et dures dans le genre de deux ou trois que j'ose vous soumettre. Cela serait précédé d'un essai sur la Stèle comme je l'entends. J'y dirais toutes sortes de pensées miennes, vêtues de notions et d'habits archaïques chinois, mais dépouillées de toute chinoiserie » (V. Segalen, lettre à Claude Debussy, Pékin, 6 janvier 1911). En effet, en tant qu'ex étudiant de l’école spéciale des langues orientales (future INALCO) et « élève-interprète » de la Marine, l'auteur de Stèles était alors l'un des très rares écrivains européens à pouvoir éviter les stéréotypes et les lieux communs sur la Chine qui avaient cours dans la littérature occidentale depuis le XVIIIe siècle.

## Extrait
Des lointains
Des lointains, des si lointains j'accours, ami, vers toi,

le plus cher. Mes pas ont dépecé l'horrible espace entre nous.

De longtemps nos pensées n'habitaient plus le même instant

du monde : les voici à nouveau sous les mêmes influx, pénétrés

des mêmes rayons.
Tu ne réponds pas. Tu observes. Qu'ai-je déjà commis d'inop-

portun ? Sommes-nous bien réunis : est-ce bien toi, le plus

cher ?

Nos yeux se sont manqués. Nos gestes n'ont plus de symétrie.

Nous nous épions à la dérobée comme des inconnus ou des chiens

qui vont mordre.

Quelque chose nous sépare. Notre vieille amitié se tient entre

nous comme un mort étranglé par nous. Nous la portons d'un commun

fardeau, lourde et froide.
Ha ! Hardiment retuons-la ! Et pour les heures naissantes,

prudemment composons une vivace et nouvelle amitié.

Le voulez-vous, Ô mon nouvel ami, frère de mon âme future ?